# Tiësto
Tiësto (n. 17 ianuarie 1969, Breda, Țările de Jos) este un DJ olandez

## Viața și cariera
S-a născut în Breda, North Brabant, Olanda pe 17 ianuarie 1969 și a devenit DJ pentru că îi place să împărtașească muzică cu ceilalți oameni. "Când eram mai tânăr, ascultam la radio un show care se numea Soul Show și programul radio mixat de Ben Liebrand; el putea să remixeze, să vină cu o serie de bucăți din alte piese și atunci mi-a venit ideea: "Vreau să fac asta!". Producțiile au apărut ceva mai târziu, prin anul 1995: "Mi-am dorit mult să produc muzică și să o pot include în seturile mele, pentru că asta înseamnă mai multă intensitate, în tot acest proces al mixatului. Mi-am cumpărat câteva sample-uri, câteva programe pe computer și m-am apucat de lucru. Toate aceste achiziții mi-au ușurat munca cu adevărat."
În anul 1997, împreună cu Arny Bink a creat casa de discuri Black Hole Recordings, renumită azi pentru promovarea muzicii dance de calitate. La Black Hole, Tiësto a lansat seriile de compilații Magik, Nyana și In Search of Sunrise.

## 2000 - 2004 Începutul Succesului
Remixul său la piesa "Silence" ( Delerium ) a fost prima melodie house difuzată vreodată la un radio FM în America de Nord și a fost timp de patru săptămâni prezentă în top 10 în Marea Britanie. Tot în anul 2000 apare și al doilea volum din compilația In Search Of Sunrise. În 2001 Tiësto pune bazele unui nou sublabel, Magik Muzik, care lansează pe piață atât cele mai reușite producții ale lui Tiësto, cât și piesele lui preferate. Primele lansări au fost în 2001 "Flight 643" și mult așteptatul album "In My Memory". Casa de discuri a lansat, de asemenea, piese renumite de la Umek, Mark Norman și Mojado. După câștigarea celor mai multe premii dance în 2002, Tiësto a fost încununat de succes, fiind votat DJ-ul numărul 1 în lume în Top 100 al revistei britanice DJ Magazine, singurul top de DJ votat la nivel mondial. In search Of Sunrise 3 - Panama apare tot în același an pe 29 mai.
Anul 2003 a fost un an plin de reușite. Tiësto este acum cunoscut oficial drept primul DJ din lume care a organizat un eveniment cu o prestație solo într-un stadion cu mai mult de 25 000 de oameni. Ca și Nyana, DVD-ul "Tiësto in concert" a primit discul de aur în țara lui natală, la fel și single-ul "Traffic", prima melodie instrumentală din ultimii 23 de ani care a ajuns numărul 1 în topuri. În 2003 Tiësto a câștigat 3 premii la TMF-Awards (Olanda și Belgia), 2 premii la Dutch DJ Awards, 1 premiu la MTV Europe Awards și a fost votat din nou DJ-ul numărul 1 din lume în Top 100 al revistei DJ Magazine.
Anul 2004 a început promițător pentru Tiësto cu un turneu în Asia și America de Sud. De asemenea, a câștigat 2 premii la TMF-Awards pentru "Best Dance Act" și "Best DJ". Single-ul "Love Comes Again", realizat în colaborare cu BT, a reprezentat și el un mare succes în topurile din Europa, iar albumul "Just Be" a fost foarte bine primit pe plan global. Albumul a ajuns în numai o săptămână numărul 1 în National Album Charts și în mai putin de 2 luni a primit discul de aur în Olanda.

## 2004 - Parada Atleților
A doua jumătate a anului 2004 a reprezentat un moment important în cariera DJ-ului olandez. În timpul "Paradei Atleților" la Ceremonia Oficială de Deschidere a Jocurilor Olimpice din Atena, Tiësto a avut o prestație live în stadionul cu mai mult de 70 000 de oameni, dar și pentru miliarde de telespectatori din toată lumea.
În afara acestui eveniment, compilația "Parade of the Athletes" a fost lansată pe plan mondial în octombrie 2004 și conține muzică din setul lui Tiësto de la Ceremonia de Deschidere a Jocurilor Olimpice. Între timp, numele albumului său "Just Be" a urcat în topuri și a fost ascultat în cluburile de pretutindeni.

## DJ-ul numărul 1 pentru a treia oară
Pe 28 octombrie, Tiësto apare încă o dată în Top 100 al revistei DJ Magazine, singurul top votat de publicul internațional. Câștigarea pentru a treia oară consecutiv a acestui vot demostrează faptul că este cu adevărat DJ-ul superstar al lumii. A organizat din nou două evenimente "Tiësto In Concert" în Olanda și primul eveniment internațional de acest fel în Belgia, terminând anul 2004 cu un turneu în America de Sud, America de Nord și cu o petrecere specială de Revelion în Los Angeles.
Așteptările pentru anul 2005 au fost de asemenea mari. DVD-ul concertului lui Tiësto din 2004 a fost lansat pe plan mondial la începutul anului și deja a ajuns în topurile de specialitate. De asemenea, a avut loc și lansarea mult așteptatei compilații In Search Of Sunrise 4. Un alt eveniment deosebit a fost prestația lui Tiësto la Disneyland, el fiind primul DJ din lume care a avut un concert în acea locație magică.

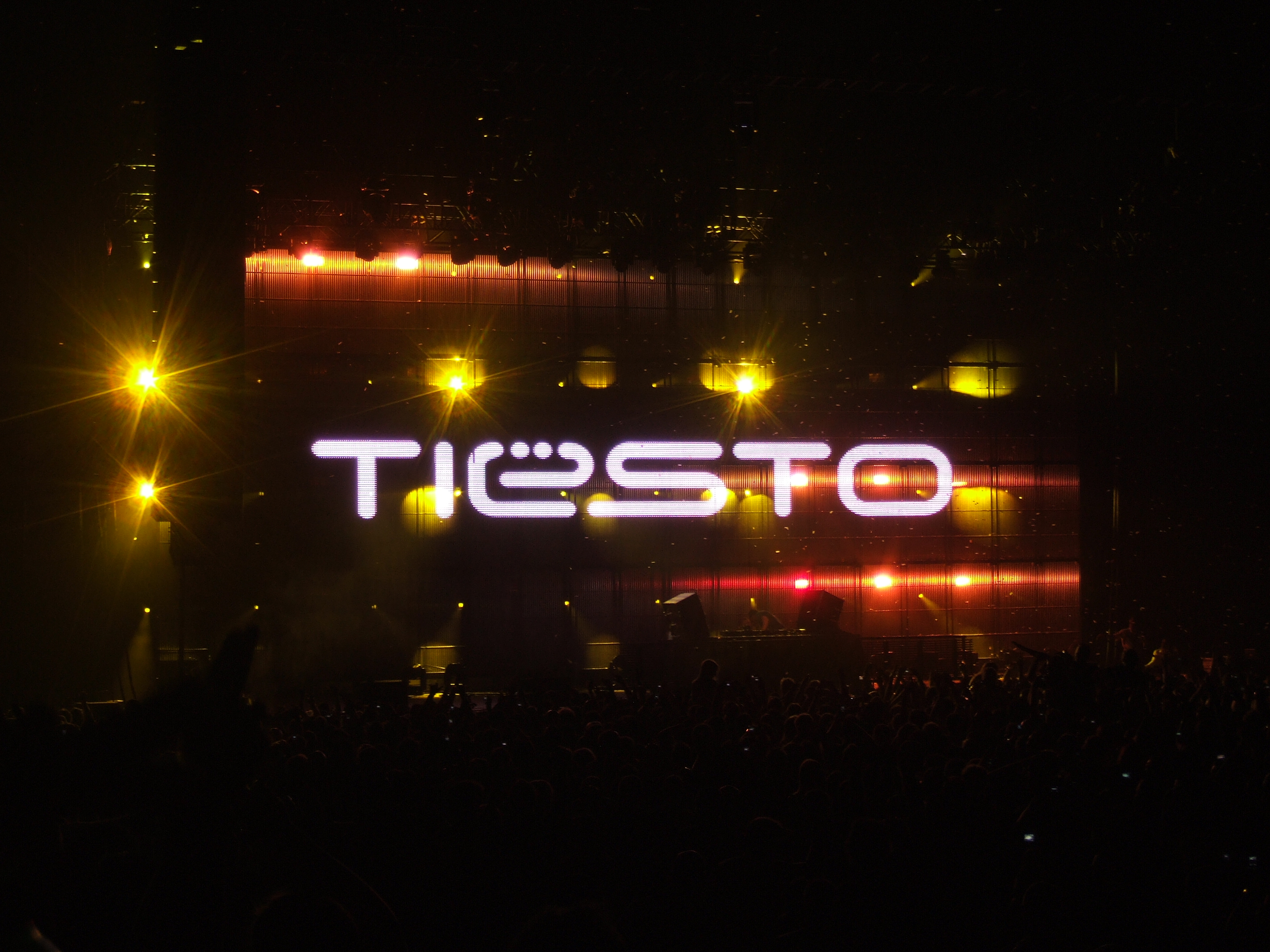
Tiësto la Arena O2 din Londra pe 8 august, 2008

## 2006 - Dance 4 Life
În luna mai a anului 2006 Tiësto a devenit ambasador mondial pentru Dance4Life, o organizație care luptă pentru ajutorarea victimelor virusului HIV. După apariția organizației s-a discutat despre un imn Dance4Life, așa a luat naștere piesa cu același nume, o colaborare excelentă cu Maxi Jazz - Faithless. Tiësto continuă seria In Search Of Sunrise cu o nouă compilație, volumul 5 subintitulat "Los Angeles" care devine album de aur în Canada cu vânzări de peste 50 000 de copii.
Tot în același an într-o notă personală, publicată pe site-ul propriu, Tiësto își îndeamnă fanii de a nu-l mai vota în topul DJ-ilor. Considerând că încă un premiu ca numărul 1 din lume nu ar face diferența pentru cariera sa, câștigând deja 3 astfel de premii, Tiësto afirma: "Pentru noii DJ talentați din întreaga lume ar putea face diferența, așa că aș ruga pe toți cei care mă susțin să voteze noi talente. Nu votați pentru mine, votați pentru noua breaslă!".

## 2007 - Era " Elements Of Life "
6 aprilie 2007 este data la care Tiësto își începe propria emisiune radio intitulată "Tiësto's Club Life" găzduită de radioul olandez "Radio 538". Emisiunea este transmisă săptămânal, vinerea de la 23:00 (ora României) și are o durată de 2 ore.
Mult așteptatul album  "Elements Of Life" apare pe piață în luna aprilie a aceluiași an și se vinde în 72 000 de copii doar la apariție. Albumul conține piese deja cunoscute publicului precum "Dance4Life" sau "He's a Pirate", piesa din coloana sonoră a filmului "Pirații din Caraibe: Cufărul Omului Mort". La realizarea albumului Tiësto a colaborat cu importanți artiști ai momentului: BT, Maxi Jazz(Faithless), Christian Burns(BBMak/Inhaler), Jes și Julie Thompson. Acest album combină elemente din muzica electronică trance, progressive și rock făcându-l pe DJ-ul olandez să urce din nou în topurile de specialitate.
După ce a atins vânzări record în Olanda, Belgia și Ungaria, "Elements Of Life" a primit discul de aur și în România în septembrie 2007. De asemeni a primit și premiul "Best Electronic Album" la ediția din acel an a International Dance Music Awards. În septembrie apărea "In Search Of Sunrise" volumul 6 subintitulat Ibiza, ce avea să câștige premiul "Best Full Length DJ Mix CD" în cadrul Winter Music Conference Awards din Miami din anul 2008.

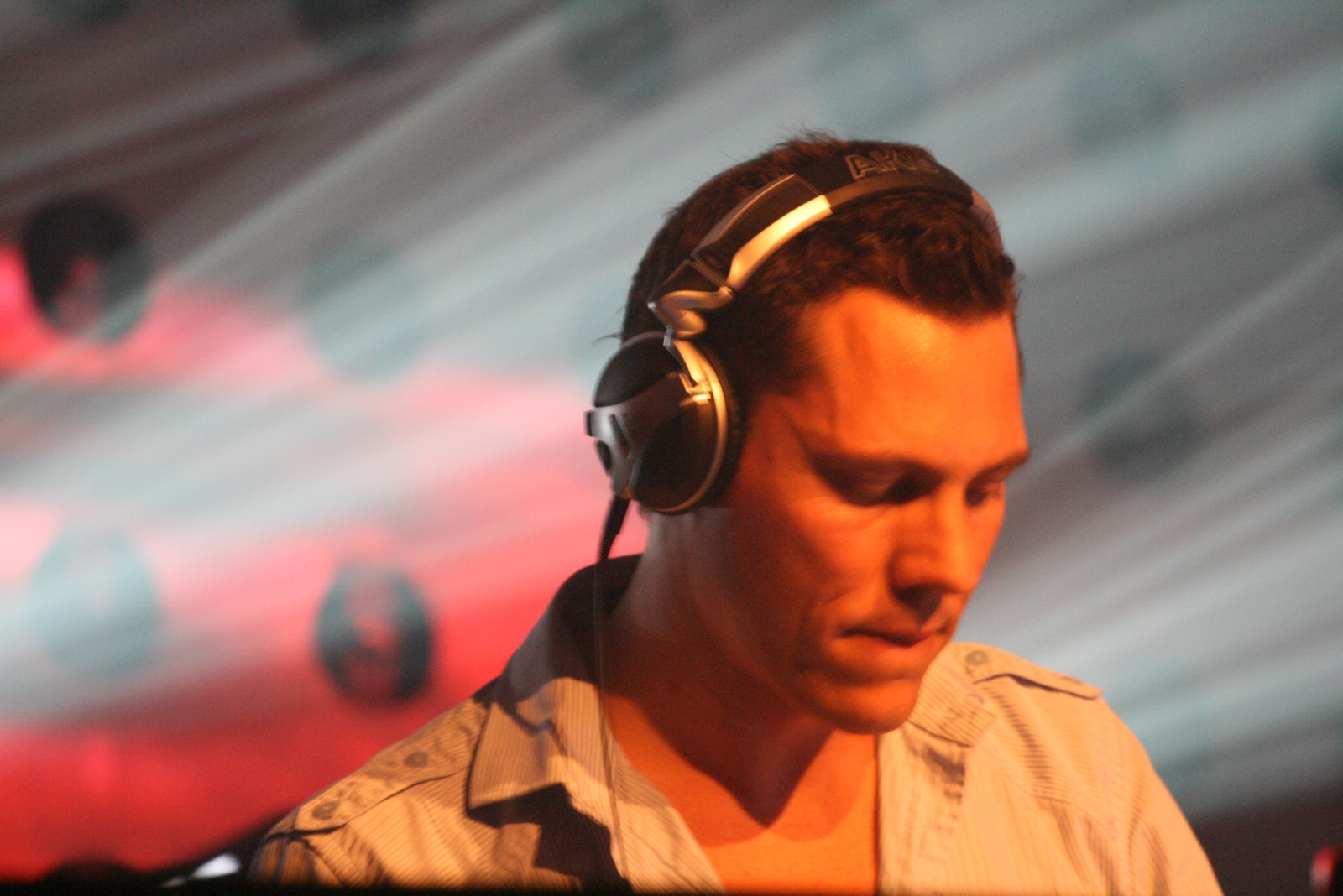
Tiësto la Turneul Elements of Life World în Amsterdam pe 16 martie, 2007

## Elements Of Life World Tour
Conceptul din spatele celui mai recent album de studio a stat la baza unui turneu numit "Elements Of Life World Tour", care l-a dus pe Tiësto peste tot în lume având un uriaș succes. Cum cele patru elemente: pamânt, foc, aer și apă sunt absolut necesare pentru a menține viața pe Terra, organizatorii le-au prezentat spectatorilor în toată splendoarea lor. Rezultatul a fost un spectacol uluitor, cu efecte speciale de ultimă generație, ecrane video High Definition, lasere, lumini și un sistem care să miște apa toate sincronizate cu ritmurile muzicii lui Tiësto.
Pe data de 8 aprilie 2008, Tiësto anunța "Elements of Life Remixed", compus din remixurile pieselor de pe albumului "Elements of Life", mai puțin "He's A Pirate" care este înlocuita de "No More Heroes", o producție realizată împreună cu trioul Blue Man Group.
Tiësto continuă seria de succese cu un nou volum din seria In Search Of Sunrise, volumul 7 subintitulat Asia. Compilația a fost mixată și înregistrată în Thailanda, unde Tiësto a captat și îmbinat pasiunea pentru viață a oamenilor și puritatea locurilor. Asia i-a dat inspirația să producă un nou CD din experiențele trăite în călătoriile sale. "Primul disc va fi ambiental și am încercat să pun câte ceva din frumusețea locului, iar al doilea se va axa pe energia incredibilă de care au dat dovadă oamenii din Asia și pe care am simțit-o în timpul turneului de pe continent". Lansarea a avut loc pe 10 iunie 2008 și a fost urmată de turneul Nord American.
Povestea renumitului DJ continuă. La data de 08-08-2008 Tiësto intra în istorie ca fiind primul DJ din lume care a concertat pe celebra Arena O2 din Londra, concertul făcând parte din turul de promovare a compilației In Search Of Sunrise 7.

## 2008: Rezidența în Privilege
Tiësto și-a anunțat rezidența în Clubul Privilege din Ibiza , club care a fost recunoscut de Cartea Recordurilor ca fiind cel mai mare club din lume. El a mixat în fiecare zi de luni din perioada 7 iulie - 22 septembrie, câte 4 ore în stilul In Search Of Sunrise.

## 2009: Kaleidoscope și nou turneul mondial
O nouă rezidență pentru Tiësto în clubul Privilege se anunța pentru Tiësto în vara anului 2009, rezidență care o folosește pentru a-și testa noul stil muzical anunțat de la începutul anului. Acest nou stil se găsește pe cel de-al patrulea album de artist, Kaleidoscope, lansat pe 6 octombrie 2009. Noul album nu are nici o legătură cu cele ce îl preced, nu urmează nici o traiectorie muzicală, iar numele i se potrivește datorită varietății de stiluri muzicale și reflectă stilul lui curent, modul de viață și o parte din latura lui muzicală neștiută.

## Discografie
| Albume de studio - 2001: In My Memory - 2004: Just Be - 2007: Elements of Life - 2009: Kaleidoscope Alte albume - 2004: Parade of the Athletes - 2006: Just Be: Remixed - 2008: Elements of Life: Remixed | Video - 1999: Live at Innercity: Amsterdam RAI - 2003: Another Day at the Office - 2003: Tiësto in Concert - 2004: Tiësto in Concert 2 - 2008: Copenhagen: Elements of Life World Tour - 2009: In Search Of Sunrise Asia DVD |